# ۹۳۹ (میلادی)
۹۳۹ (میلادی) نهصد و سی و نهمین سال تقویم میلادی است.

## زادگان
- ۲۰ نوامبر - تای‌زونگ، امپراتور دودمان سونگ در چین

## درگذشتگان
- ۲۷ اکتبر - اتلستن، پادشاه انگلستان
- لئون هفتم، پاپ کلیسای کاتولیک روم

‎